# Турткуль (міське селище)
40°53′ пн. ш. 72°12′ сх. д. / 40.883° пн. ш. 72.200° сх. д.
Турткуль (узб. Тўрткўл, Toʻrtkoʻl) — міське селище в Узбекистані, в Ізбасканському районі Андижанської області.
Розташоване у Ферганській долині, на арику Турткульканда, за 7 км на захід від залізничної станції Пайтуг, за 7 км на південний схід від залізничної станції Хаккулабад. Через селище проходить автошлях Андижан — Наманган.
Населення 12,2 тис. мешканців (1990). Статус міського селища з 2009 року.